# Beomjoe sonyeon
Pour plus de détails, voir Fiche technique et Distribution.
Beomjoe sonyeon (hangul : 범죄 소년, littéralement « Jeunes délinquants ») est un film dramatique sud-coréen réalisé par Kang Yi-kwan, sorti en 2012.
Il est sélectionné pour représenter la Corée du Sud aux Oscars du cinéma 2014 dans la catégorie meilleur film en langue étrangère mais ne sera pas retenu par l'Académie.

## Synopsis
Un adolescent criminel renoue avec sa mère qui l'a abandonné à la naissance.

## Fiche technique
- Titre original : 범죄 소년, Beomjoe sonyeon
- Réalisation : Kang Yi-kwan
- Scénario : Park Joo-young et Kang Yi-kwan
- Photographie : Byun Bong-sun
- Montage : Park Yu-gyeong
- Société de production : South Park Film
- Société de distribution : Time Story Group
- Pays d’origine :  Corée du Sud
- Langue originale : coréen
- Genre : drame
- Durée : 107 minutes
- Dates de sortie :
  -  Canada : 11 septembre 2012 (Festival international du film de Toronto 2012)
  -  Corée du Sud : 22 novembre 2012

## Distribution
- Lee Jeong-hyeon : Hyo-seung
- Seo Yeong-joo : Jang Ji-gu
- Choi Won-tae : Jae-beom
- Jeon Ye-jin
- Kang Rae-yeon
- Jeong Seok-yong

## Distinctions

### Récompenses
- Festival international du film Cinemanila 2012 :
  - Lino Brocka Award
  - Meilleur acteur pour Seo Young-joo
- Festival international du film de Tokyo 2012 : meilleur acteur pour Seo Young-joo
- Asia Pacific Screen Awards 2013 : meilleur film pour enfants

### Nominations et sélections
- AFI Fest 2013
- Festival international du film de Toronto 2012
- Golden Horse Film Festival 2012
- Festival international du film de San Francisco 2013
- Festival international du film de Fukuoka 2013
- Festival du film de Los Angeles 2013
- Paeksang Arts Awards 2013 :
  - Meilleure actrice pour Lee Jung-hyun
  - Meilleur espoir pour Seo Young-joo
- Festival international du film de Palm Springs 2014